# Heather Pease
Pour les articles homonymes, voir Pease.
Heather Pease, née le 29 septembre 1975 à Monterey (Californie), est une nageuse synchronisée américaine.

## Carrière
Lors des Jeux olympiques de 1996 à Atlanta, Heather Pease est sacrée championne olympique par équipes avec Suzannah Bianco, Becky Dyroen-Lancer, Tammy Cleland, Jill Savery, Nathalie Schneyder, Heather Simmons-Carrasco, Jill Sudduth, Emily Lesueur et Margot Thien. Elle participe aussi aux Jeux olympiques d'été de 2000 à Sydney où elle se classe cinquième avec le ballet américain.